# Miguel Gallaga
Miguel Gallaga, también conocido por su apodo El Lego, fue un insurgente colimense que mantuvo la insurgencia por la independencia de México en Colima. El Lego era sobrino de Don Miguel Hidalgo y Costilla. 

## Biografía
Originario de Nueva Galicia, ingresó a temprana edad a la Orden de San Juan de Dios. Tomó las armas desde los primeros días de la insurrección bajo las órdenes de José Antonio Torres Venegas.
Estuvo presente en la batalla del puente de Calderón y en la retirada a Zacatecas. Posteriormente, fue designado a luchar en la zona del Sur de Jalisco, principalmente por la región de Zapotlán el Grande. A principios de 1811 comandó un grupo de dos mil hombres y cuatro cañones; sin embargo, fue derrotado por las fuerzas de Negrete cerca de Zapotlán. Gallaga se retiró a Colima, donde se reunió a Ignacio Sandoval, Pedro Regalado Llamas y José Calixto Martínez y Moreno. Junto a ellos, tomó la Villa de Colima por unos días, pero ante la inminente derrota, Gallaga se dirigió hasta Tomatlán, Jalisco, con un grupo de 50 hombres. Al poco tiempo llegó ahí el Capitán Ignacio Sandoval, quien estaba disgustado con Miguel, pues lo culpó de la derrota en Colima.

### Muerte
En agosto, el Lego Gallaga se reúne con Ignacio Sandoval para atacar la Villa de Colima. Después de la batalla de Palo Blanco (11 de septiembre), ambos (junto a Toral) se dirigen a Mascota. Gallaga se separó de ellos y se dirigió a Tomatlán. Sandoval le siguió hacia el pueblo, donde después de una riña, el Lego cae herido por uno de los acompañantes de Sandoval. Sandoval lo llevó a la parroquia para fusilarlo. El historiador Niceto de Zamacois narra los hechos:

Le siguiole Sandoval con setenta, con mejor armamento, y ya indispuesto con el, le mandó desde el Tuito, que se saliese de aquel pueblo, que Sandoval consideraba como su patria por haberlo ganado y obtenido allí su primer triunfo. Gallaga contestó con palabras ofensivas que no desocupaba el pueblo, por lo que entrando en el Sandoval, se fue en derechura a la habitación de aquel, intimó a la guardia que rindiese las armas, y habiéndolo hecho un indio que estaba de centinela, por haberlo así ejecutado, Gallaga que a la sazón se presentó, lo tendió en tierra muerto de un balazo. Entonces, uno de los que acompañaban a Sandoval hizo fuego sobre el Lego, que cayó gravemente herido. Levantárolo por orden de Sandoval para llevarlo a fusilar a la parroquia; Gallaga, puesto allí de rodillas, imploró la misericordia de Dios, se vendó el mismo los ojos con su pañuelo, y dio la voz de fuego y le tiraron dos balazos de que cayó muerto.

Los indios, que le eran muy afectos, recogieron su cadáver y lo sepultaron en la misma parroquia.